# Tsaghkalanj
Tsaghkalanj là một đô thị thuộc tỉnh Armavir, Armenia. Dân số ước tính năm 2011 là 1635 người.